# Дир, Метте
Метте Иверсдоттер Дир (дат. Mette Iversdatter Dyre; ок. 1465 — ок. до 1533) — датская дворянка, трижды была замужем за влиятельными людьми: двумя королевскими советниками и, наконец, Сванте Стуре.

## Биография
Метте Иверсдаттер родилась в Тирсбеке в Ютландии (Дания). Она была дочерью датского рыцаря Ивера Йенссена Дайра (ум. ок. 1463) и Кристин Педерсдаттер Оксе (ум. после 1503). Примерно в 1483 году она вышла замуж за норвежского рыцаря и риксрода Андерса ван Бергена (ум. в 1491 году). От своего первого супруга у неё родился единственный ребёнок, достигший совершеннолетия, — дочь Кристина Андерсдаттер.
В 1496 году она вторично вышла замуж за норвежско-шведского дворянина Кнута Альвссона (ум. 1502), который в 1499 году переехал с женой в Швецию. В 1501 году Кнут Альфссон при поддержке Стуре вторгся в Норвегию в попытке объединить Швецию и Норвегию против короля Ханса. Кнут Альфссон был убит Хенриком Круммедидже во время переговоров.
17 ноября 1504 года в Стокгольме она в третий раз вышла замуж за своего союзника Сванте Нильссона, регента Швеции, после того, как он был избран регентом в январе прошлого года.
В 1507 году Метте служила комендантом Стокгольма во время отсутствия Сванте.
В 1510 году она служила посланницей и представителем Сванте в миссии в Финляндии.
В 1512 году Сванте умер. От неё скрывали новость, и ей не разрешили с ним увидеться. Ей сказали, что он недоступен, и не сообщали, что он мертв, пока её пасынок, Стен Стуре Младший, не прибыл в замок и не закрепил за собой регентство.
В 1515 году Метте уехала из Швеции в Данию, где обратилась за поддержкой к королю Кристиану II Датскому против Стена Стуре Младшего в споре между ней и её пасынком о наследстве её покойного супруга, поскольку Кристиан II номинально также был королем Швеции. Кристиан II не смог помочь ей в её споре, но он назначил её шерифом епископского феода из Херби близ Холбека и канцлером монастыря Святой Агнессы Роскилле.
Метте умерла где-то между 1527 и 1533 годами.